# Monomorium binatu
Monomorium binatu är en myrart som beskrevs av Bolton 1987. Monomorium binatu ingår i släktet Monomorium och familjen myror. Inga underarter finns listade i Catalogue of Life.